# Хрістофер II (король Данії)
Хрістоффер II Еріксен (29 вересня 1276 — 2 серпня 1332) — король Данії у 1320–1326 та 1329–1332 роках.

## Життєпис
Походив з династії Естрідсенів. Син Еріка V, короля Данії, та Агнес Асканії.
Після смерті батька у 1286 році повсякчас інтригував проти старшого брата короля Еріка VI. У 1289 році отримав титул герцога Лоланда та Фальстера. Втім у 1301 році позбавлений цього титулу. Проте у 1303 став герцогом Естонії (до 1307 року). У 1307 році отримав титул герцога Галанда. У 1313 році підтримав повстання селян в Ютланді, сподіваючись скинути короля, проте Хрістофер зазнав поразки й у 1315 році вимушений був тікати з Данії. Того ж року з країни були вислані прихильники Хрістофера, які готували змову проти Еріка VI.
Після смерті у 1319 році Еріка VI магнати, церковники та шляхта на тінзі у Виборзі обрали у 1320 році новим королем Хрістоффера, який повернувся до Данії. Водночас новий король дав клятву консультуватися з усіх питань внутрішньої та зовнішньої політики з магнатами. Судова система опинилася під контролем знаті.
Незабаром Хрістоффер II відновив загарбницьку політику попередника: захопив Росток. Втім це остаточно підірвало фінанси королівства. Спалахнуло повстання в Ютландії, Зеландії та на острові Фюн. Його син Ерік виступив проти повсталих, але зазнав поразки й потрапив у полон. Зрештою 1326 року Хрістофер II вимушений був тікати з країни.
Він набрав німецьких найманців, з якими вдерся до Данії, проте був розбитий, й вдруге змушений був тікати до Німеччини. Тоді він звернувся до Любека, магістрат якого в обмін на майбутні привілеї надав допомогу. У 1329 році його підтримав Йоганн III, граф Гольштейн-Пльонський. Після цього розпочалася громадянська війна з Вальдемаром III, яка завершилася угодою Хрістоффера II з прихильниками Вальдемара. Проте 1331 року король зазнав поразки при Даневірку від Герхарда III, графа Гольштейн-Рендсборзького. Після цього Хрістоффер втік на острів Лоланд. На момент смерті Хрістофера II практично все королівство було закладено різним північнонімецьким графам та містам, фактично данська держава перестала існувати. Після смерті Хрістофера II не було проведено виборів нового короля. Це відбулося лише у 1340 році.

## Родина
Дружина — Еуфімія (1285–1330), донька Богуслава IV Гріффіна, герцога Померанії
Діти:
- Маргарет (1305–1340), дружина Людвига V Вітельсбаха, герцога Баварії
- Ерік (1307–1331)
- Оттон (1310—після 1347), герцог Лоланда та Естонії
- Агнес (1312)
- Хейльвіг (1315)
- Вальдемар (1320–1375)